# ستيفن أوكازاكي
ستيفن أوكازاكي (بالإنجليزية: Steven Okazaki)‏ هو صانع أفلام وثائقية ومونتير ومنتج أفلام وكاتب سيناريو ومخرج أمريكي، ولد في 12 مارس 1952 في فينسيا في الولايات المتحدة.

## وصلات خارجية
- ستيفن أوكازاكي على موقع IMDb (الإنجليزية)
- ستيفن أوكازاكي على موقع ألو سيني (الفرنسية)
- ستيفن أوكازاكي على موقع أول موفي (الإنجليزية)
- ستيفن أوكازاكي على موقع قاعدة بيانات الأفلام السويدية (السويدية)
- ستيفن أوكازاكي على موقع قاعدة بيانات الفيلم (الإنجليزية)
- ستيفن أوكازاكي على موقع كينوبويسك (الروسية)